# Výrov (Kladruby)
Výrov je malá osada u Výrovského rybníka v okrese Tachov v Plzeňském kraji, dva kilometry západně od vesnice Brod u Stříbra. Přísluší pod město Kladruby.
Do Výrova nevede žádná zpevněná cesta. Lze se tam dostat nejlépe po lesní cestě z obce Benešovice, čtyři kilometry směrem na jih (tato cesta měla být zrušena při výstavbě dálnice D5, ale nakonec se podařilo uhájit výstavbu mostu). Lesní cesta z Brodu je totiž ve výrazně horším stavu a je vhodná jen pro pěší turisty, horská kola a terénní automobily.
Výrov v současnosti nemá žádné stálé obyvatele, vše tvoří pouze chatová zástavba (celkem 12 chat). Dle sčítání obyvatel k roku 1930 zde žilo 21 obyvatel německé národnosti.
Výrov je významnou rekreační oblastí, u Výrovského rybníka funguje sezónní veřejné tábořiště s pláží. Rybník je dosti hluboký (maximální hloubka přes deset metrů), a má tudíž relativně čistou vodu, takže na rozdíl od blízké přehrady Hracholusky je v něm možné koupání bez rizika po celou letní sezónu. Výrov je rovněž známý svým Výrovským triatlonem.
V blízkosti Výrova se nachází především lesní porosty s dominancí borovice lesní, které jsou hojně navštěvovány houbaři i sběrači borůvek. Z vzácnějších druhů rostlin se zde vyskytuje především vřesovec pleťový a jalovec obecný.